# AHL 1982/83
Die Saison 1982/83 war die 47. reguläre Saison der American Hockey League (AHL). Während der regulären Saison bestritten die 13 Teams der Liga jeweils 80 Begegnungen. Die jeweils vier besten Mannschaften der North Division und der South Division spielten anschließend in einer Play-off-Runde um den Calder Cup.

## Teamänderungen
Folgende Änderungen wurden vor Beginn der Saison vorgenommen:
- Die St. Catharines Saints wurden als Expansionsteam in die Liga aufgenommen
- Die Sherbrooke Jets wurden als Expansionsteam in die Liga aufgenommen
- Die New Brunswick Hawks wurden verkauft und spielten fortan unter dem Namen Moncton Alpines
- Die Erie Blades wurden mit den Baltimore Skipjacks aus der Atlantic Coast Hockey League fusioniert und spielten fortan als Baltimore Skipjacks in der AHL

## Reguläre Saison

### Abschlusstabellen
Abkürzungen: GP = Spiele, W = Siege, L = Niederlagen, T = Unentschieden, OTL = Niederlage nach Overtime, GF = Erzielte Tore, GA = Gegentore, Pts = Punkte

Erläuterungen: In Klammern befindet sich die Platzierung innerhalb der Conference;       = Playoff-Qualifikation,       = Division-Sieger,       = Conference-Sieger

#### Reguläre Saison
| North Division        | GP | W  | L  | T | GF  | GA  | Pts |
| --------------------- | -- | -- | -- | - | --- | --- | --- |
| Fredericton Express   | 80 | 45 | 27 | 8 | 348 | 284 | 98  |
| Nova Scotia Voyageurs | 80 | 41 | 34 | 5 | 378 | 333 | 87  |
| Maine Mariners        | 80 | 39 | 33 | 8 | 342 | 309 | 86  |
| Adirondack Red Wings  | 80 | 36 | 39 | 5 | 329 | 343 | 77  |
| Moncton Alpines       | 80 | 34 | 39 | 7 | 304 | 315 | 75  |
| Sherbrooke Jets       | 80 | 22 | 54 | 4 | 288 | 390 | 48  |

| South Division        | GP | W  | L  | T | GF  | GA  | Pts |
| --------------------- | -- | -- | -- | - | --- | --- | --- |
| Rochester Americans   | 80 | 46 | 25 | 9 | 389 | 325 | 101 |
| Hershey Bears         | 80 | 40 | 35 | 5 | 313 | 308 | 85  |
| New Haven Nighthawks  | 80 | 38 | 34 | 8 | 337 | 329 | 84  |
| Binghamton Whalers    | 80 | 36 | 36 | 8 | 320 | 333 | 80  |
| Baltimore Skipjacks   | 80 | 35 | 36 | 9 | 362 | 366 | 79  |
| St. Catharines Saints | 80 | 33 | 41 | 6 | 335 | 368 | 72  |
| Springfield Indians   | 80 | 31 | 43 | 6 | 282 | 324 | 68  |

### Beste Scorer
Abkürzungen: GP = Spiele, G = Tore, A = Assists, Pts = Punkte, +/- = Plus/Minus, PIM = Strafminuten; Fett: Saisonbestwert
| Spieler             | Team                  | GP | G  | A  | Pts | PIM |
| ------------------- | --------------------- | -- | -- | -- | --- | --- |
| Ross Yates          | Binghamton Whalers    | 77 | 41 | 84 | 125 | 28  |
| Bruce Boudreau      | St. Catharines Saints | 80 | 50 | 72 | 122 | 65  |
| Geordie Robertson   | Rochester Americans   | 72 | 46 | 73 | 119 | 83  |
| Mike Gillis         | Baltimore Skipjacks   | 74 | 32 | 81 | 113 | 33  |
| Mitch Lamoureux     | Baltimore Skipjacks   | 80 | 57 | 50 | 107 | 107 |
| Jean-François Sauvé | Rochester Americans   | 73 | 30 | 69 | 99  | 10  |
| Tony Currie         | Fredericton Express   | 68 | 47 | 48 | 95  | 16  |
| Reg Thomas          | St. Catharines Saints | 80 | 35 | 57 | 92  | 22  |
| Ray Cote            | Moncton Alpines       | 80 | 28 | 63 | 91  | 35  |
| Tony Cassolato      | Hershey Bears         | 75 | 53 | 38 | 91  | 22  |

## Calder-Cup-Playoffs

### Modus
Für die Play-offs qualifizierten sich die jeweils vier besten Mannschaften jeder Division. In den ersten zwei Play-off-Runden wurden die Sieger der jeweiligen Divisions ausgespielt. In Runde drei trafen die beiden Division-Sieger im Finale aufeinander. Alle Play-off-Runden sowie das Finale wurde im Modus Best-of-Seven ausgespielt.

### Play-off-Übersicht
| Division Halbfinale | Division Halbfinale  | Division Halbfinale  |    |                       | Division Finals | Division Finals | Division Finals |  |  | Calder Cup Finale | Calder Cup Finale | Calder Cup Finale |
|                     |                      |                      |    |                       |                 |                 |                 |  |  |                   |                   |                   |
| N1                  | Fredericton Express  | 4                    |    |                       |                 |                 |                 |  |  |                   |                   |                   |
| N4                  | Adirondack Red Wings | 2                    |    |                       |                 |                 |                 |  |  |                   |                   |                   |
| N4                  | Adirondack Red Wings | 2                    | N1 | Fredericton Express   | 2               |                 |                 |  |  |                   |                   |                   |
| North Division      |                      |                      | N1 | Fredericton Express   | 2               |                 |                 |  |  |                   |                   |                   |
|                     | N3                   | Maine Mariners       | 4  |                       |                 |                 |                 |  |  |                   |                   |                   |
| N2                  | N3                   | Maine Mariners       | 4  | Nova Scotia Voyageurs | 3               |                 |                 |  |  |                   |                   |                   |
| N2                  |                      |                      |    | Nova Scotia Voyageurs | 3               |                 |                 |  |  |                   |                   |                   |
| N3                  | Maine Mariners       | 4                    |    |                       |                 |                 |                 |  |  |                   |                   |                   |
| N3                  | Maine Mariners       | 4                    | N3 | Maine Mariners        | 0               |                 |                 |  |  |                   |                   |                   |
|                     |                      |                      |    | Maine Mariners        | 0               |                 |                 |  |  |                   |                   |                   |
|                     | S1                   | Rochester Americans  | 4  |                       |                 |                 |                 |  |  |                   |                   |                   |
| S1                  | S1                   | Rochester Americans  | 4  | Rochester Americans   | 4               |                 |                 |  |  |                   |                   |                   |
| S1                  |                      |                      |    | Rochester Americans   | 4               |                 |                 |  |  |                   |                   |                   |
| S4                  | Binghamton Whalers   | 1                    |    |                       |                 |                 |                 |  |  |                   |                   |                   |
| S4                  | Binghamton Whalers   | 1                    | S1 | Rochester Americans   | 4               |                 |                 |  |  |                   |                   |                   |
| South Division      |                      |                      | S1 | Rochester Americans   | 4               |                 |                 |  |  |                   |                   |                   |
|                     | S3                   | New Haven Nighthawks | 3  |                       |                 |                 |                 |  |  |                   |                   |                   |
| S2                  | S3                   | New Haven Nighthawks | 3  | Hershey Bears         | 1               |                 |                 |  |  |                   |                   |                   |
| S2                  |                      |                      |    | Hershey Bears         | 1               |                 |                 |  |  |                   |                   |                   |
| S3                  | New Haven Nighthawks | 4                    |    |                       |                 |                 |                 |  |  |                   |                   |                   |

### Calder-Cup-Sieger
| Calder-Cup-Sieger Rochester Americans | Torhüter: Jacques Cloutier, Paul Harrison Verteidiger: Steve Dykstra, Heikki Leime, Daniel Naud, Dirk Rueter, Venci Sebek, Kari Suoraniemi, Jim Weimer Angreifer: Lou Crawford, Randy Cunneyworth, Clint Fehr, Jere Gilles, Val James, Don Keller, Yvon Lambert, Chris Langevin, Gary McAdam, Sean McKenna, Mike Moller, Bob Mongrain, Geordie Robertson, Jean-François Sauvé, Kai Suikkanen Cheftrainer: Mike Keenan General Manager: George Bergantz |

## Vergebene Trophäen

### Mannschaftstrophäen
| Auszeichnung                                                             | Team                |
| ------------------------------------------------------------------------ | ------------------- |
| Calder Cup Gewinner der AHL-Playoffs                                     | Rochester Americans |
| F. G. „Teddy“ Oke Trophy Bestes Team der North Division, Reguläre Saison | Fredericton Express |
| John D. Chick Trophy Bestes Team der South Division, Reguläre Saison     | Rochester Americans |

### Individuelle Trophäen
| Auszeichnung                                                                                    | Spieler         | Team                |
| ----------------------------------------------------------------------------------------------- | --------------- | ------------------- |
| Les Cunningham Award MVP der regulären Saison                                                   | Ross Yates      | Binghamton Whalers  |
| John B. Sollenberger Trophy Bester Scorer                                                       | Ross Yates      | Binghamton Whalers  |
| Dudley „Red“ Garrett Memorial Award Bester Rookie                                               | Mitch Lamoureux | Baltimore Skipjacks |
| Eddie Shore Award Bester Verteidiger                                                            | Greg Tebbutt    | Baltimore Skipjacks |
| Harry „Hap“ Holmes Memorial Award Torhüter mit dem geringsten Gegentorschnitt                   | Brian Ford      | Fredericton Express |
| Harry „Hap“ Holmes Memorial Award Torhüter mit dem geringsten Gegentorschnitt                   | Clint Malarchuk | Fredericton Express |
| Louis A. R. Pieri Memorial Award Bester Trainer                                                 | Jacques Demers  | Fredericton Express |
| Fred T. Hunt Memorial Award Für den Spieler, der durch Fairness, Einsatz und Hingabe herausragt | Ross Yates      | Binghamton Whalers  |